# Weingut Kollwentz

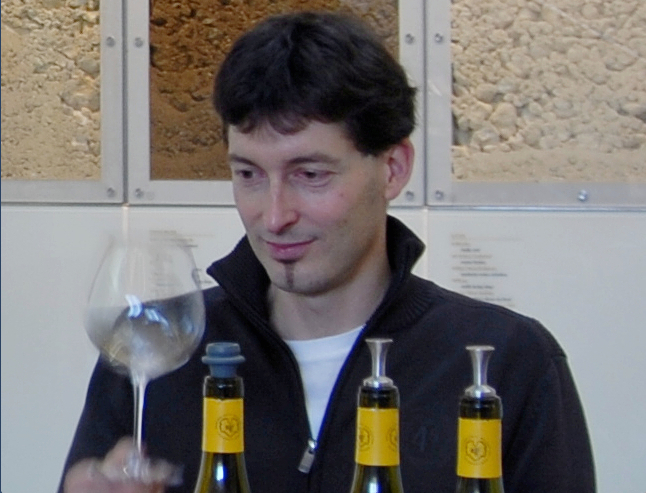
Andi Kollwentz, 2009

Das Weingut Kollwentz (Römerhof) in Großhöflein ist ein österreichisches Weingut im Weinbaugebiet Leithaberg im Burgenland. Es zählt zu den meistprämierten Weingütern Österreichs.

## Geschichte
Die Riedennamen Steinzeiler, Point, Dürr, Tatschler, Gloria und Setz (die heute auch als Bezeichnungen Kollwentz’scher Weine bekannt sind) finden sich bereits in den Forchtensteiner Herrschaftsurbaren von 1569 und 1570. Laut den Aufzeichnungen in den Großhöfleiner Pfarrmatrikeln ist die Familie Kollwentz zumindest seit 1775 in Großhöflein nachzuweisen.

### Der Weinbaupionier Anton Kollwentz
Bekannt wurde das Weingut unter der Leitung von Anton Kollwentz (* 24. Juni 1940), der in mehrfacher Hinsicht als Pionier des österreichischen Qualitätsweinbaus gilt. Schon in den 1960er-Jahren machte er sich mit edelsüßen Weinen einen Namen. 1963 war er der Erste, der außerhalb von Rust und Oggau einen Ausbruch erzeugte. Seit den frühen 1970er-Jahren wandte er sich, bestärkt durch die Nachfrage in der gehobenen österreichischen Gastronomie, dem trockenen Ausbau von Weißweinen zu. Während zu jener Zeit im Burgenland von den Winzern noch ein ganz und gar lieblicher Weintyp favorisiert wurde, war Anton Kollwentz – trotz Gegenwind – Verfechter der trockenen Ausbauweise von burgenländischen Qualitätsweißweinen.
Pionierhaft wirkte Anton Kollwentz auch auf dem Gebiet der Rotweinerzeugung. Seine Rolle als österreichischer Qualitätspionier bezüglich Blaufränkisch wird sowohl von Falstaff-Gründer Helmut Romé als auch von der britischen Weinkritikerin Jancis Robinson bestätigt. In den 1970er- und 1980er-Jahren, als der Zweigelt in Österreich landesweit noch als grober Schankwein verschrien war, hatte er bereits das Potenzial dieser Traube erkannt und gehobene Qualitäten daraus erzeugt.
Zu den von Anton Kollwentz umgesetzten und bewirkten Innovationen zählen auch die Einführung neuer Sorten, der Einsatz von französischen Eichenfässern sowie die Anwendung von malolaktischer Gärung. 1981 pflanzte er als erster österreichischer Weinbauer die Sorte Cabernet Sauvignon an und baute sie in Barriques aus. Die Anbaubewilligung hatte er gegen den anhaltenden Widerstand der Behörde erfochten. Gleich mit dem Ertrag der ersten Cabernet-Sauvignon-Ernte im Jahr 1983 erzielte er den Falstaff-Sieg und wiederholte diesen im Jahr darauf. Diese Erfolge lösten einen regelrechten Cabernet-Sauvignon-Boom in Österreich aus. Auch die gemeinsam mit dem Cabernet Sauvignon im Jahr 1986 als Qualitätswein zugelassene Sorte Merlot wurde von den Winzern mit Begeisterung aufgenommen. Der Aufschwung des österreichischen Rotweins wurde in weiterer Folge wesentlich durch diese internationalen Sorten eingeleitet. Grundgelegt hatte diese Entwicklung die von Anton Kollwentz erfochtene Sonderbewilligung zum Anbau des Cabernet Sauvignons in Österreich.
Anton Kollwentz zählte auch zu den ersten österreichischen Winzern, die sich der Erzeugung von hochqualitativen Rotweincuvées widmeten. 1986 kreierte er erstmals seine – mittlerweile berühmte – Cuvée Steinzeiler aus den Sorten Blaufränkisch, Cabernet Sauvignon und Zweigelt. Anton Kollwentz gilt als einer der Väter des „Österreichischen Rotweinwunders“.
1995 gründete Anton Kollwentz gemeinsam mit anderen Topwinzern die Winzervereinigung „Renommierte Weingüter Burgenland“ (RWB), der er zehn Jahre lang als Präsident, und hernach als Ehrenpräsident, vorstand. Für seine Verdienste um den österreichischen Weinbau erhielt Anton Kollwentz eine Reihe von Auszeichnungen. Unter anderem wurde er vom Falstaff Verlag 1988 zum „Winzer des Jahres“ gekürt und die österreichische Weinzeitschrift Vinaria verlieh ihm 2007 die „Ehren-Trophy für das Lebenswerk“. Der Schweizer Weinkritiker und Herausgeber des Periodikums „Weinwisser“, René Gabriel, hatte ihn 2005 zum „besten Winzer der Welt“ erklärt. Im Jahr 2014 verlieh ihm seine Heimatgemeinde Großhöflein für seine Verdienste um den Ort den Ehrenring. 2021 erhielt Anton Kollwentz – als höchste Auszeichnung des Burgenlandes – das Komturkreuz des Landes Burgenland.

### Die jüngeren Entwicklungen
Nach Ablegung der Reifeprüfung an der Weinbauschule in Klosterneuburg im Jahr 1988 und anschließendem Praktikum in Frankreich kehrte Andi Kollwentz (* 18. März 1969), der Sohn von Anton Kollwentz, 1989 nach Großhöflein zurück, wo er ab nun permanent im Betrieb eine Rolle spielte. 1993 übernahm Andi Kollwentz in Eigenverantwortung die Kelleragenden. Seit 2003 leitet er gemeinsam mit seiner Ehefrau Heidi Kollwentz das Weingut. Unter der Betriebsführung von Andi Kollwentz konnte an die Erfolgsgeschichte angeknüpft werden; das Weingut wird nach wie vor von den führenden Weinguides zu den besten österreichischen Weingütern gezählt. Sowohl bei Falstaff als auch bei Vinaria rangiert das Weingut Kollwentz mit fünf von fünf möglichen Sternen in der höchsten Kategorie.

## Rebfläche, Rebsorten, Wirtschaftsweise
Die Rebfläche beträgt 25 Hektar (Stand 2020), wovon 50 Prozent mit roten Rebsorten bestockt sind. Die burgenländischen Traditionssorten Blaufränkisch und Zweigelt sowie Chardonnay gedeihen auf mehr als drei Vierteln der Rebfläche. Die bekanntesten Weine sind die Cuvées Steinzeiler und Eichkogel. Von Bedeutung sind auch der Chardonnay Gloria, der Chardonnay Tatschler, der Chardonnay Katterstein und der Sauvignon Blanc Steinmühle.
Die Lagen am Südhang des Leithagebirges zählen zu den ältesten und besten des Landes. Die besten Weine des Weinguts stammen aus diesen Rieden. Die Weingärten erstrecken sich von 180 Meter Seehöhe im unteren Hangbereich des Leithagebirges bis hinauf zur Gloria, die mit 325 Meter Seehöhe der höchstgelegene Weinberg des nördlichen Burgenlandes ist.
Von 180 Meter bis 200 Meter Seehöhe dominieren die Rotweinsorten, über 200 Meter dominiert Chardonnay. Die Höhenlage und der Einfluss der Wälder, welche die höchsten Erhebungen des Leithagebirges bedecken, bedingen ein kühles Kleinklima. In diesen Lagen gelangen die Trauben langsam zu voller Reife, was sich in der Finesse der Aromen und der Intensität des Geschmacks widerspiegelt. Auf den Kalkböden der Rieden Gloria, Katterstein, Tatschler und Dürr reifen die Chardonnays und Pinot Noirs der Familie Kollwentz.
Die Lagen in der Hangmitte des Leithagebirges haben eine optimale Sonneneinstrahlung. Diese Böden weisen eine größere Mächtigkeit auf. Neben Kalkgestein findet sich dort auch eine Lehmschicht. Die Rieden Point und Setz bilden das Filetstück der Großhöfleiner Rotweingärten. Am Neusatz gedeihen Chardonnay und Zweigelt, welcher sowohl reinsortig ausgebaut als auch als Cuvéepartner eingesetzt wird. Im westlichen Bereich der Ried Neusatz gedeiht auf Kalkboden der Chardonnay. Anton Kollwentz hat den ersten Zweigelt-Weingarten 1958 ausgepflanzt. Sein Sohn Andi bezeichnet den Zweigelt in seiner Rolle als Cuvéepartner als den „besseren Merlot“.
Als Premiumweine des Weinguts Kollwentz gelten nach Einschätzung der österreichischen Weinguides Vinaria, Falstaff und Gault-Millau Chardonnay Gloria, Chardonnay Katterstein, Chardonnay Tatschler, Sauvignon Blanc Steinmühle, Sauvignon Blanc Steinmühle Methusalemreben, Blaufränkisch Point, Blaufränkisch Setz, Cuvée Steinzeiler sowie – jahrgangsweise – der reinsortige Cabernet Sauvignon und diverse Süßweine.